# Северный однопёрый терпуг
Северный однопёрый терпуг (лат. Pleurogrammus monopterygius) — морской вид рыб семейства терпуговых (Hexagrammidae). Распространён в северной части Тихого океана. Ценный промысловый объект.

## Ареал
Распространён в северной части Тихого океана. По азиатскому побережью — от южных Курильских островов вдоль восточного побережья Камчатки до Анадырского залива и мыса Наварин в Беринговом море. Встречается в северной части Японского моря, в Охотском море и у Командорских островов. По американскому побережью — от Алеутских островов и залива Аляска до Калифорнии.

## Описание
Максимальная длина тела 56,5 см, масса тела — до 2 кг. Максимальная продолжительность жизни — 15 лет.
Тело удлинённое, несколько сжатое с боков.
Спинной плавник один длинный, с 21 жёсткими неветвистыми лучами и 25—29 мягкими лучами, колючая и мягкая части не разделены выемкой. В анальном плавнике 1 колючий и 24—26 мягких лучей. По бокам тела проходит пять боковых линий. Между 3 и 5-й боковыми линиями 7—9 чешуй.
Во второй боковой линии 143—162 пор. Третья боковая линия короткая, не достигает окончания анального плавника; 4-я боковая линия также короткая, не выходит за вертикаль конца грудного плавника. Первая и пятая боковые линии расходятся на хвостовом стебле и вновь сходятся перед хвостовым плавником. Позвонков 59—60.
Рот конечный.
Спина тёмно-оливкового цвета; тёмные полосы буровато-оливкового цвета, светлые — от золотисто-жёлтого до красновато-оранжевого с медным отливом. Спинной плавник высокий серый с узкой чёрной каймой. Нижняя сторона головы и брюха жёлтые.

## Размножение
Самцы впервые созревают в возрасте 4—5 лет, самки — в возрасте 5 лет. Сроки нереста различаются в зависимости от района обитания: июнь—сентябрь (восточное побережье Камчатки и северные Курильские острова), май—август (Командорские и Алеутские острова), ноябрь (залив Аляска). Нерест порционный, самки могут откладывать 3—4 кладки икры (до 12). Плодовитость от пяти до 120 тыс. икринок.
Икра донная, клейкая, откладывается на глубине до 20 м большими порциями в расщелины скального или каменистого грунта. Самец охраняет кладку в течение 30—-45 дней до вылупления личинок.
Личинки и молодь ведут пелагический образ жизни и разносятся океаническими течениями на значительные расстояния. В возрасте 2 года подходят ближе к берегам и переходят к придонному образу жизни.
Для северного однопёрого терпуга характерны суточные вертикальные миграции.

## Питание
Молодь и взрослые особи питаются зоопланктоном, в первую очередь эуфаузидами. В состав рациона могут входить бентосные организмы и икра рыб, в том числе собственная. Крупные особи потребляют также молодь рыб, например, минтая (Theragra chalcogramma).

## Промысел
Промысел ведут США и Россия. Максимальный вылов США отмечен в 1996 году — 88 тыс. т.
В России промысловая статистика ведется совокупно по обоим видам однопёрых терпугов (северному и южному). В 1995—1999 гг. около 60—70 % от общего вылова составлял северный однопёрый терпуг, в 2000—2001 гг. его доля в общем вылове снизилась до 50 % из-за быстрого роста запасов южного однопёрого терпуга. Добывают донными тралами у восточной Камчатки и северных Курильских островов.
| Год          | 1998 | 1999 | 2000 | 2001 | 2002 | 2003 | 2004 | 2005 |
| Улов, тыс. т | 40,9 | 40,3 | 52,8 | 49,2 | 55,6 | 60,8 | 49,0 | 44,5 |